# Fredeluga tricolor
La fredeluga tricolor (Vanellus tricolor) és una espècie d'ocell de la família dels caràdrids (Charadriidae) que habita praderies i platges de la major part d'Austràlia, faltant de l'extrem nord.